# 여주 신륵사 건륭삼십팔년명 동종
여주 신륵사 건륭삼십팔년명 동종(驪州 神勒寺 乾隆三十八年銘 銅鐘)은 경기도 여주시 신륵사에 있는 조선시대의 동종이다. 2013년 11월 12일 경기도의 유형문화재 제277호로 지정되었다.

## 개요
신륵사 대웅전에 소장된 종으로, 한국 전통형 종보다는 중국 종의 양식이 많이 반영된 구성이다. 조선 후기 18세기에 지어진 물건이다.
상대 아래의 4방향에 배치된 연곽대에는 도식적인 당초문을 장식하였고, 연곽 안으로 별 모양의 화판 위에 얕게 돌기된 연뢰를 9개씩 장식하였다. 연곽과 연곽 사이의 여백 면에는 오른쪽으로 몸을 돌리고 연화 가지를 든 보살입상과 그 좌측으로는 톱니무늬의 원형 테두리를 장식한 옴(唵)자 범자문을 1자씩 네면에 양각하였다.

## 참고 자료
- 여주 신륵사 건륭삼십팔년명 동종 - 국가유산청 국가유산포털